# Demir Kapija
Demir Kapija (maced. Демир Капија) – miasto w południowej Macedonii Północnej, u ujścia Boszawy do Wardaru. Ośrodek administracyjny gminy Demir Kapija. Liczba mieszkańców – 3275 (96% Macedończyków) [2002].
W starożytności miasto było znane jako Stenae, a po osiedleniu się Słowian jako Prosek. Obecna nazwa jest turecka i znaczy „Żelazna Brama”. Wszystkie te nazwy pochodzą od przełomu Wardaru przez wapienne skały, znajdującego się w najbliższym sąsiedztwie miasta. Miasto pełniło zawsze funkcję fortecy strzegącej tego zwężenia doliny Wardaru. Za czasów Królestwa Jugosławii znajdowała się tu królewska letnia rezydencja i winnica. Obecnie w mieście istnieje kilka zakładów przetwórstwa spożywczego. W okolicy pozostały liczne zabytki z czasów starożytności, średniowiecza i panowania tureckiego.
Przez miasto przebiega międzynarodowa trasa E75 i linia kolejowa Skopje – Saloniki.